# Eddie Munjoma
Eddie Munjoma (McKinney, 18 de julio de 1998)  es un futbolista profesional estadounidense que juega como defensa en el Forward Madison de la USL League one.

## Trayectoria

### Carrera universitaria
Munjomoa se unió a la academia FC Dallas en 2011, antes de dirigirse a la Universidad Metodista del Sur para jugar fútbol universitario. En SMU, Munjoma hizo 66 apariciones, anotando 12 goles y sumando 22 asistencias. Durante su tiempo con los metodistas, Munjoma fue el primer equipo seleccionado de la región este por los entrenadores de United Soccer y el jugador defensivo del año de la AAC. También fue semifinalista del Trofeo MAC Hermann de 2019.

### Carrera profesional
El 13 de enero de 2020, Munjoma firmó con el FC Dallas de la MLS como jugador local, el número 27 en la historia del club.
Hizo su debut profesional el 7 de octubre de 2020, comenzando para su club de reserva North Texas SC de la USL League One , en un partido contra Chattanooga Red Wolves. El 10 de octubre de 2020, anotó el primer gol de su carrera en la victoria por 2-1 sobre Richmond Kickers.

## Clubes
| Club                    | País           | Año           |
| ----------------------- | -------------- | ------------- |
| FC Dallas               | Estados Unidos | 2020-2022     |
| North Texas SC (cedido) | Estados Unidos | 2020-2021     |
| Phoenix Rising FC       | Estados Unidos | 2023          |
| TB Rowdies              | Estados Unidos | 2024          |
| Forward Madison         | Estados Unidos | 2025-presente |